# Kailarsenia stenosepala
Kailarsenia stenosepala är en måreväxtart som först beskrevs av Elmer Drew Merrill, och fick sitt nu gällande namn av Deva D. Tirvengadum. Kailarsenia stenosepala ingår i släktet Kailarsenia och familjen måreväxter. Inga underarter finns listade i Catalogue of Life.